# めじろ台
めじろ台（めじろだい）は、東京都八王子市西南部の地名である。現行行政町名はめじろ台一丁目から四丁目。住居表示未実施区域。郵便番号は193-0833（八王子西郵便局管区）。

## 地理
八王子市の南西部の横山丘陵上に位置する。かつてはクヌギ林で覆われた散田山と呼ばれる場所だったが、1967年の京王帝都電鉄（現・京王電鉄）による京王めじろ台団地の造成、及びその中心に位置する京王高尾線めじろ台駅の開業以降、急速な住宅地化が進んでおり、現在では町域のほぼ全域が住宅地となっている。
東で山田町、西で東浅川町、南で椚田町、北で散田町と隣接する。

### 地価
住宅地の地価は、2014年（平成26年）1月1日の公示地価によれば、めじろ台4丁目20番4の地点で15万1000円/m2となっている。

## 歴史

### 町名の由来
めじろ台という町名は、成立の前年の1967年に分譲を開始した京王めじろ台団地、及び、同年に開業した京王高尾線めじろ台駅から来ている。

### 沿革
- 1968年（昭和43年）5月1日 - 山田町より、めじろ台駅を中心とする京王めじろ台団地の地域を分離する形で成立。

## 世帯数と人口
2017年（平成29年）12月31日現在の世帯数と人口は以下の通りである。
| 丁目           | 世帯数    | 人口    |
| -------------- | --------- | ------- |
| めじろ台一丁目 | 1,096世帯 | 2,340人 |
| めじろ台二丁目 | 1,296世帯 | 2,697人 |
| めじろ台三丁目 | 656世帯   | 1,447人 |
| めじろ台四丁目 | 801世帯   | 1,794人 |
| 計             | 3,849世帯 | 8,278人 |

## 小・中学校の学区
市立小・中学校に通う場合、学区は以下の通りとなる。
| 丁目           | 番地      | 小学校               | 中学校               |
| -------------- | --------- | -------------------- | -------------------- |
| めじろ台一丁目 | 全域      | 八王子市立山田小学校 | 八王子市立横山中学校 |
| めじろ台二丁目 | 全域      | 八王子市立椚田小学校 | 八王子市立椚田中学校 |
| めじろ台三丁目 | 全域      | 八王子市立椚田小学校 | 八王子市立椚田中学校 |
| めじろ台四丁目 | 1〜49番地 | 八王子市立山田小学校 | 八王子市立横山中学校 |
| めじろ台四丁目 | その他    | 八王子市立散田小学校 | 八王子市立横山中学校 |

## 交通

### 鉄道
京王電鉄
高尾線：めじろ台駅

### 道路
- 椚田遺跡公園通

## 施設

### 郵便局・金融機関
- めじろ台駅前郵便局（めじろ台四丁目）
- 多摩信用金庫めじろ台支店（めじろ台三丁目）
- 山梨中央銀行めじろ台支店（めじろ台四丁目）

### 商業
- 京王ストアめじろ台店（めじろ台一丁目）
- ダイソー京王ストアめじろ台店（めじろ台一丁目）
- ローソン・スリーエフ京王めじろ台駅前店（めじろ台二丁目）
- ファミリーマート八王子めじろ台二丁目店（めじろ台二丁目）
- 眼鏡市場八王子めじろ台店（めじろ台二丁目）
- セブン-イレブンめじろ台駅南店（めじろ台二丁目）
- ダイワサイクル八王子店（めじろ台二丁目）
- ファミリーマートめじろ台駅前店（めじろ台三丁目）
- サンドラッグめじろ台店（めじろ台三丁目）

### 公園・神社・寺院
- めじろ台南公園（めじろ台三丁目）
- めじろ台西公園（めじろ台四丁目）

## 史跡
- めじろ台2丁目遺跡 - 縄文時代の住居跡などが発掘された。